# Beffu-et-le-Morthomme

Beffu-et-le-Morthomme este o comună în departamentul Ardennes din nordul Franței. În 1 ianuarie 2022 avea o populație de 39 de locuitori.